# Saint-Cierges
Saint-Cierges är en ort i kommunen Montanaire i kantonen Vaud i Schweiz. Den ligger cirka 20,5 kilometer nordost om Lausanne. Orten har cirka 542 invånare (2020).
Orten var före den 1 januari 2013 en egen kommun, men slogs då samman med kommunerna Chanéaz, Chapelle-sur-Moudon, Correvon, Denezy, Martherenges, Neyruz-sur-Moudon, Peyres-Possens och Thierrens till den nya kommunen Montanaire.